# Obsesionario Tour
El Obsesionario Tour fue la primera gira musical importante del grupo argentino Tan Biónica para promover su segundo álbum de estudio Obsesionario, lanzado en octubre de 2010. El tour empezó el 13 de diciembre de 2011 en San Miguel de Tucumán, aunque inició previamente con un show de menor magnitud en el Auditorio Sur de Temperley (Buenos Aires) el 9 de diciembre.

## Antecedente
Tras el lanzamiento del disco y la gran difusión que tuvo el exitoso tema «Ella», la banda comenzó a realizar recitales y a ser contratados con más frecuencia. Finalmente, decidieron armar su propia gira musical dándole nacimiento a este tour que lo llevó por cuatro países diferentes.
Si bien en su sitio web sólo hay 45 shows publicados, en la sección de su biografía aclaran que fueron más de 70 los recitales, por lo que se sumarían los previos y los que se están realizando en la etapa transitoria entre este tour y el Tour Destinológico, el sucesor de este.

## Shows
| Fecha                   | Ciudad                 | País      | Lugar                                        | Referencia |
| ----------------------- | ---------------------- | --------- | -------------------------------------------- | ---------- |
| América Latina          |                        |           |                                              |            |
| 13 de diciembre de 2011 | San Miguel de Tucumán  | Argentina | Robert Niesta                                | [ 2 ]      |
| 14 de diciembre de 2011 | San Miguel de Tucumán  | Argentina | Robert Niesta                                | [ 2 ]      |
| 16 de diciembre de 2011 | Salta                  | Argentina | La Estación Mega                             | [ 3 ]      |
| 23 de diciembre de 2011 | Neuquén                | Argentina | Pirkas                                       | [ 4 ]      |
| 6 de enero de 2012      | Villa Carlos Paz       | Argentina | Khalama Disco                                | [ 5 ]      |
| 8 de enero de 2012      | Pinamar                | Argentina | Terrazas al Mar                              | [ 6 ]      |
| 26 de enero de 2012     | Mar del Plata          | Argentina | GAP                                          | [ 7 ]      |
| 27 de enero de 2012     | Ciudad de Buenos Aires | Argentina | Parque Roca                                  | [ 8 ]      |
| 28 de enero de 2012     | Sastre                 | Argentina | Plaza Independencia                          | [ 9 ]      |
| 3 de febrero de 2012    | San Francisco          | Argentina | Salón de Bomberos Voluntarios                | [ 10 ]     |
| 4 de febrero de 2012    | Ceres                  | Argentina | Freedom Disco                                | [ 11 ]     |
| 24 de febrero de 2012   | Paso de los Libres     | Argentina | Springfield                                  | [ 12 ]     |
| 25 de febrero de 2012   | Goya                   | Argentina | Complejo Simona                              | [ 13 ]     |
| 7 de abril de 2012      | Resistencia            | Argentina | Domo del Centenario                          | [ 14 ]     |
| 8 de abril de 2012      | Formosa                | Argentina | Anfiteatro de la Juventud                    | [ 15 ]     |
| 10 de abril de 2012     | Ciudad de Buenos Aires | Argentina | Primer megacústico en La Trastienda          | [ 16 ]     |
| 14 de abril de 2012     | Sunchales              | Argentina | LOW Disco                                    | [ 17 ]     |
| 20 de abril de 2012     | Córdoba                | Argentina | Paseo del Buen Pastor                        | [ 18 ]     |
| 21 de abril de 2012     | Las Varillas           | Argentina | AV Nova Dance                                | [ 19 ]     |
| 29 de abril de 2012     | Bolívar                | Argentina | La Vizcaína                                  | [ 20 ]     |
| 30 de abril de 2012     | Santa Rosa             | Argentina | Estadio Angeles de Marconi                   | [ 21 ]     |
| 5 de mayo de 2012       | Hernando               | Argentina | Villa 8                                      | [ 22 ]     |
| 6 de mayo de 2012       | Arroyito               | Argentina | Polideportivo Enrique Brizio                 | [ 23 ]     |
| 11 de mayo de 2012      | Salta                  | Argentina | La Estación Mega                             | [ 24 ]     |
| 12 de mayo de 2012      | Santiago del Estero    | Argentina | Club Juventud                                | [ 25 ]     |
| 13 de mayo de 2012      | San Miguel de Tucumán  | Argentina | Estadio Central Córdoba                      | [ 26 ]     |
| 14 de junio de 2012     | Córdoba                | Argentina | Quality Espacio                              | [ 27 ]     |
| 16 de junio de 2012     | Rosario                | Argentina | Salón Metropolitano                          | [ 28 ]     |
| 21 de junio de 2012     | Ciudad de Buenos Aires | Argentina | Estadio Luna Park                            | [ 29 ]     |
| 23 de junio de 2012     | Ciudad de Buenos Aires | Argentina | Estadio Luna Park                            | [ 30 ]     |
| 24 de junio de 2012     | Ciudad de Buenos Aires | Argentina | Estadio Luna Park                            | [ 31 ]     |
| 2 de marzo de 2012      | Distrito Federal       | México    | Salón José Cuervo                            | [ 32 ]     |
| 3 de marzo de 2012      | Distrito Federal       | México    | Tianguis Cultural del Chopo                  | [ 33 ]     |
| 8 de marzo de 2012      | Toluca                 | México    | Foro Cultural Lando                          | [ 34 ]     |
| 10 de marzo de 2012     | Distrito Federal       | México    | Caradura Bar                                 | [ 35 ]     |
| Europa                  |                        |           |                                              |            |
| 3 de junio de 2012      | Lisboa                 | Portugal  | Rock in Rio                                  | [ 36 ]     |
| América Latina          |                        |           |                                              |            |
| 28 de junio de 2012     | Montevideo             | Uruguay   | Club La Trastienda                           | [ 37 ]     |
| Otras participaciones   |                        |           |                                              |            |
| 9 de diciembre de 2011  | Temperley              | Argentina | Auditorio Sur                                | [ 38 ]     |
| 16 de diciembre de 2011 | Ciudad de Buenos Aires | Argentina | Planetario                                   | [ 39 ]     |
| 21 de diciembre de 2011 | Bariloche              | Argentina | Puerto Rock                                  | [ 40 ]     |
| 14 de enero de 2012     | Villa Carlos Paz       | Argentina | Parador Coca-Cola Bahía de los Mimbres       | [ 41 ]     |
| 11 de febrero de 2012   | Casilda                | Argentina | Multiespacios Nox                            | [ 42 ]     |
| 11 de febrero de 2012   | Marcos Juárez          | Argentina | Lachavela Disco                              | [ 43 ]     |
| 19 de febrero de 2012   | Olivos                 | Argentina | Centro Galicia-Carnaval                      | [ 44 ]     |
| 17 de marzo de 2012     | Puerto Madero          | Argentina | Anfiteatro Puerto Madero-Free Music Movistar | [ 45 ]     |

## Lista de temas
Todas las canciones escritas y compuestas por Chano y Bambi. 
| N.º     | Título                         | Duración |  |
| 1.      | «Ella»                         |          |  |
| 2.      | «La Ensalada»                  |          |  |
| 3.      | «Loca»                         |          |  |
| 4.      | «Yo Te Espero»                 |          |  |
| 5.      | «La Depresión»                 |          |  |
| 6.      | «Frágil»                       |          |  |
| 7.      | «Perdida»                      |          |  |
| 8.      | «Mis Madrugaditas»             |          |  |
| 9.      | «El duelo»                     |          |  |
| 10.     | «Ella»                         |          |  |
| 11.     | «Obsesionario en La Mayor»     |          |  |
| 12.     | «La Suerte Esta Echada»        |          |  |
| 13.     | «Beautiful»                    |          |  |
| 14.     | «La Comunidad»                 |          |  |
| 15.     | «Wonderful Noches»             |          |  |
| 16.     | «El Duelo»                     |          |  |
| 17.     | «Veneno (+ Ella)»              |          |  |
| 18.     | «Chica Bionica»                |          |  |
| 19.     | «Arruinarse»                   |          |  |
| 20.     | «Pétalos»                      |          |  |
| 21.     | «Ecos y Sombras (Himno Final)» |          |  |
| 1:20:36 |                                |          |  |